# Tatiana Sidorova
Tatiana Sidorova (n. 25 iulie 1936, Celiabinsk, RSFS Rusă, URSS) este o sportivă ce a reprezentat Rusia, medaliată olimpică. A participat la 2 ediții ale Jocurilor Olimpice (1964, 1968) în care a câștigat o medalie de bronz.